# Psalter van Lodewijk de Duitser

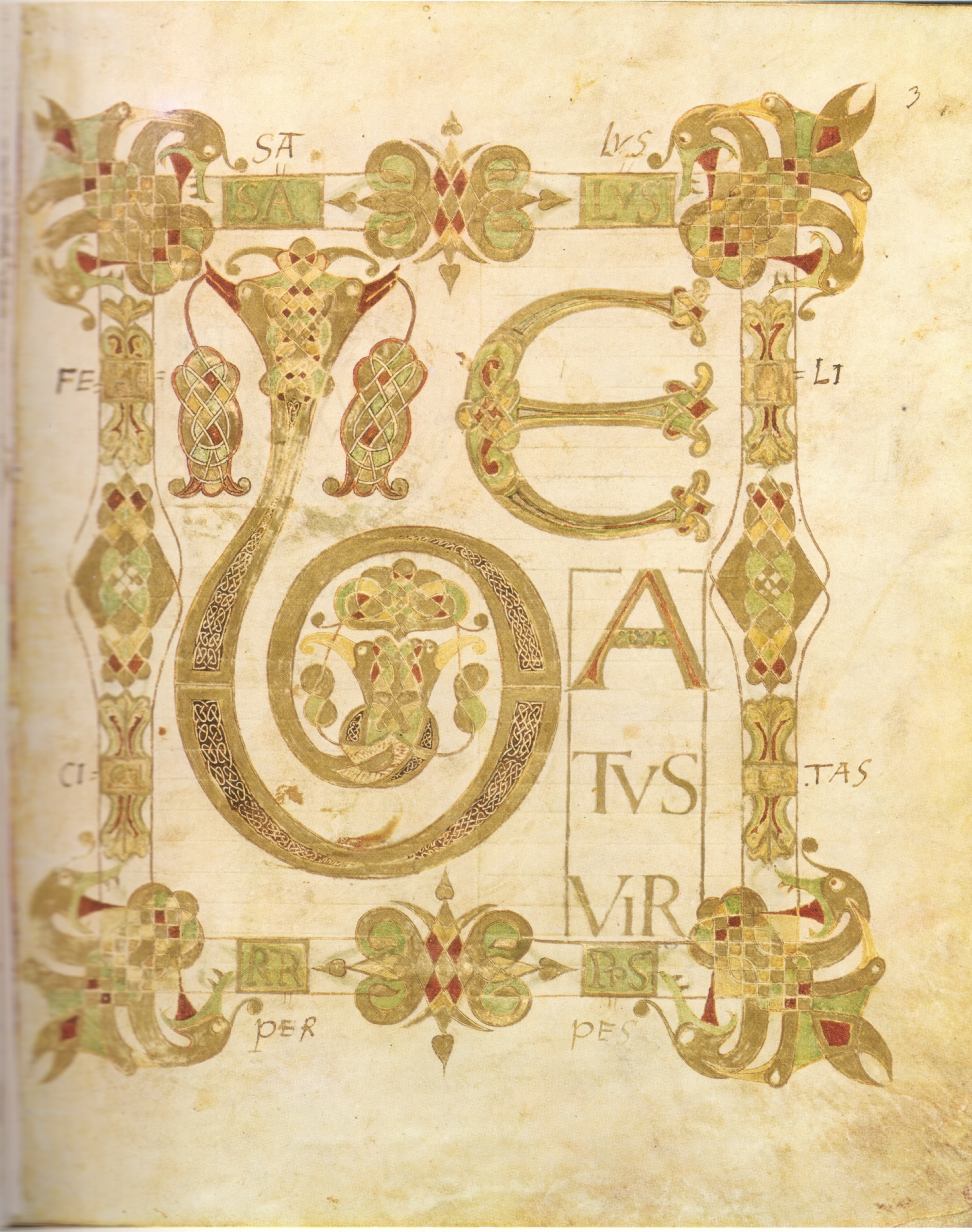
f3r, Incipit van psalm 1: Beatus Vir.

Het Psalter van Lodewijk de Duitser is een verlucht psalter dat waarschijnlijk gemaakt werd voor Lodewijk de Duitser in de Abdij van Sint-Bertinus in het tweede kwart van de 9e eeuw. Het handschrift wordt nu bewaard in de Staatsbibliothek zu Berlin met als inventarisnummer Theol. lat. fol. 58.

## Geschiedenis
Volgens de notitie uit 1736 op folium 1 verso in het handschrift, was het afkomstig uit het bezit van Johannis Swane kanunnik in het Sticht Vreden en pastoor in Rellinghausen, en kwam via hem terecht bij ene Hinricus Smelinck, die waarschijnlijk kan vereenzelvigd worden met het Essense raadslid Hinric Smelinc (1506-1535). Sinds La Croze bibliothecaris was van de Keurvorstelijke Bibliotheek in Berlijn (1697-1739), nu de Staatsbibliothek zu Berlin, was het handschrift daar aanwezig.

## Codicologische beschrijving
Het handschrift bestaat uit 120 perkamenten folia die 295 op 245 mm groot zijn. De tekst is geschreven in een Karolingische minuskel in twee kolommen van 23 à 24 lijnen per blad. Het tekstblok meet 200 op 155 mm.
De rubricering bij de psalmen en gebeden is geschreven in uncialen met rode inkt. Het beginvers van de psalmen wordt ook groter en in gouden uncialen geschreven. De versalen (beginletters van de psalmverzen) zijn in gouden uncialen geschreven die uit het tekstblok springen. De folia 1v en 119rv zijn van een duidelijk verschillende hand en zijn later toegevoegd.
De binding in bruin leder over kartonnen boekplatten dateert van de eerste helft van de 19e eeuw en werd uitgevoerd in Berlijn door de boekbinder Lehmann.

## Inhoud
- f1v: Een extract uit de Consolatio Philosophiae van Boëthius
- f2v-f105r: Psalmen
- f105r-f118r: kantieken, hymnen en andere gebeden zoals het Onzevader, de Apostolische geloofsbelijdenis en de Geloofsbelijdenis van Athanasius
- f118r-f118v: De Litanie van alle Heiligen, onvolledig
- f119r-f119v: Gebed op te zeggen voor het kruis, toegevoegd in het derde kwart van de 9e eeuw
- f120v: Miniatuur met de kruisiging, met biddende man geknield voor het kruis

## Verluchting
Tot en met f117r zijn de tekstblokken omkadert met een dubbellijst met in het midden en op de hoeken gevlochten knopen. De lijsten zijn gevuld met blad- en plantmotieven, zigzag- en spiraalbanden en andere geometrische motieven.
Het psalter begint op folium 3 verso met een bladgrote versie van het incipit van psalm 1: Beatus vir, geschreven in gouden kapitalen die van letter tot letter verkleinen. De beginletter van de andere psalmen wordt vergroot tot een vlechtbandinitiaal van 5 tot 9 cm groot. Ze zijn uitbundig versierd met vlechtwerk, voluten en knopen die dikwijls uitlopen in zoömorfe motieven zoals vogelkoppen. Na de grote initiaal laat de scribent het schrift geleidelijk verkleinen tot de gewenste schrifthoogte bereikt is. Dit diminuendo is een insulaire ontwikkeling, die later in de continentale boekverluchting werd overgenomen. Er zijn in totaal 162 grote initialen waarbij die van de psalmen 1, 10, 51, 60, 70, 79, 80, 101 en 109 groter zijn en bijzonder uitgewerkt, om de onderverdeling van het psalmboek aan te geven. Ook de initialen van de andere gebeden zijn vergroot uitgewerkt. Bij de versiering van de lijsten en de initialen werd veel goud gebruikt. De andere predominante kleuren zijn bruin, helgroen, okergeel, roodbruin en violet.

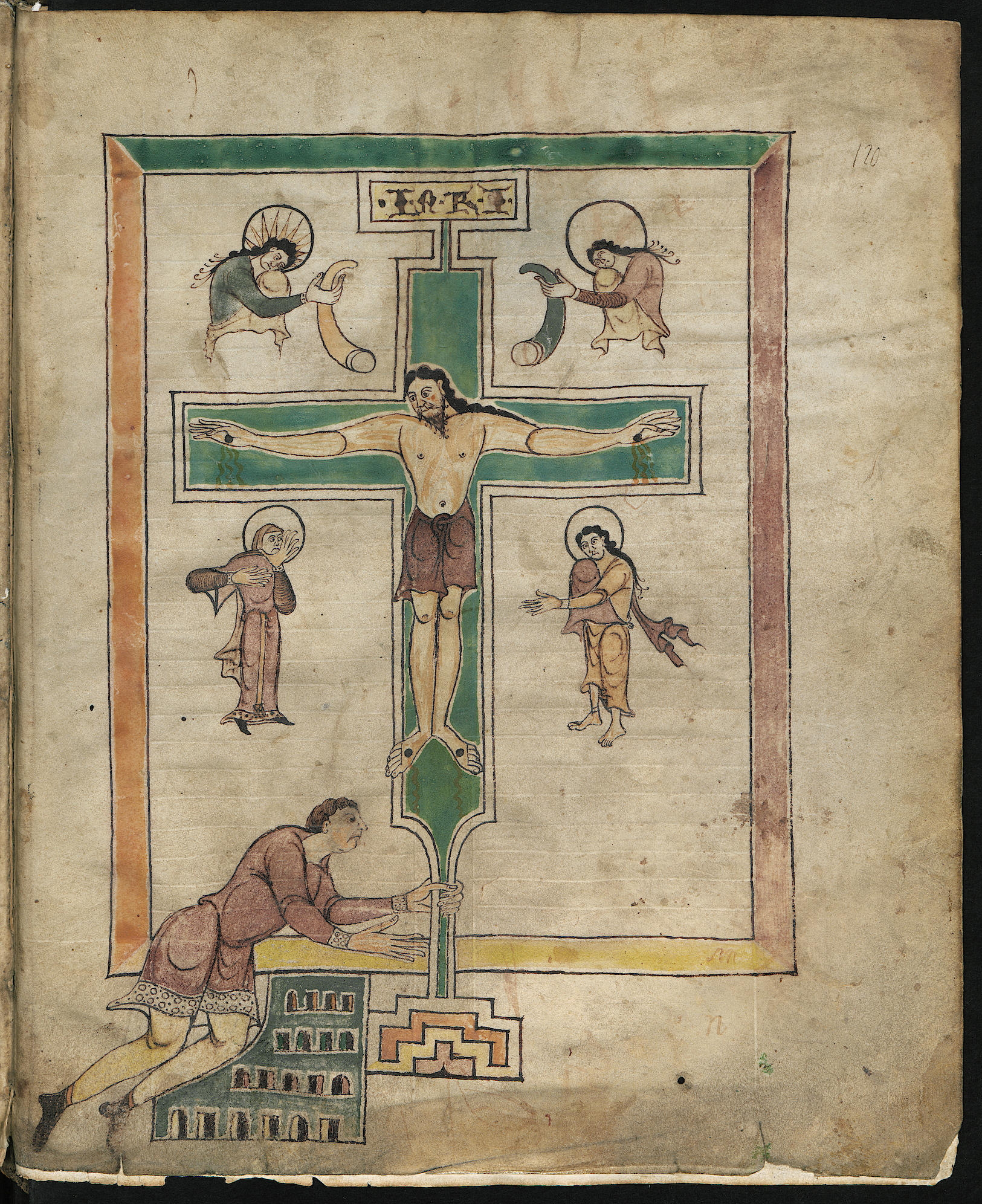
f120r, Miniatuur van de kruisiging.

## Miniatuur
Het handschrift bevat een miniatuur van de kruisiging met onder de kruisarmen Maria en Johannes. Onderaan het kruis knielt een man op een bidstoel en houdt het kruis onderaan omvat. Boven de kruisbalk ziet men Sol en Luna die hoornen (of gedoofde fakkels) vasthouden. De miniatuur is zeer nauw verwant met een gelijkaardige miniatuur in het Otfried handschrift, niet alleen stilistisch maar ook wat betreft het kleurschema en de identieke lijst betreft, wat laat veronderstellen dat deze miniatuur tussen 863 en 871 in het scriptorium van Weissenburg, waar Otfried werkzaam was, werd geschilderd. Ze werd alleszins achteraf aan het handschrift toegevoegd. De knielende figuur zou achteraf aan de miniatuur zijn toegevoegd en volgens een weggeschrapte notitie in het handschrift was het Arnulf van Karinthië, de kleinzoon van Lodewijk de Duitser die op de miniatuur werd afgebeeld.

## Herkomst
De stijl van het handschrift is vrij kenmerkend voor de Franco-Insulaire of Franco-Saksische stijl die in de 9e eeuw ontstond in de Noord-Franse abdijen. De toewijzing van het handschrift aan de Abdij van Sint-Bertinus in Sint-Omaars in Frans-Vlaanderen is gebaseerd op de stijlkenmerken en op de studie van de herkomst van een groep van zes Karolingische handschriften met naast het Ludwigspsalter het Psalter van Wolfenbüttel, het Evangeliarium van de kathedraal van Praag, een evangeliarium in de Biblioheca Vaticana in Rome (Pal. Lat. 47), een Moralia in Job van de bibliotheek van Boulogne-sur-Mer en een verzamelhandschrift met teksten van Augustinus in de bibliotheek van Saint Omer. Naast de decoratie is ook de indeling van de psalmen (1, 10, 51, 60, 70, 79, 80, 101 en 109 ) gelijkaardig met die in het Psalter van Wolfenbüttel. De bijzonderste reden om deze groep van handschriften precies in de gegeven abdij te situeren is het voorkomen van de HH. Bertinus en Audomarus in de litanie van het Lodewijkspsalter en de benoeming van het klooster in het Augustinushandschrift.

## Datering
Op f2v en f3r vindt men in het kader een opdracht aan een koning die Ludovicus wordt genoemd: HLVDOWICO REGI VITA SALVS FELICITAS PERPES. Men gaat ervan uit dat hiermee Lodewijk de Duitser wordt bedoeld die koning van Oost-Francië was van 843 tot 876. Sommige onderzoekers dachten aan Lodewijk de Vrome, maar gezien die vanaf 814 keizer werd zou dit een terminus ante quem van 814 geven wat stilistisch en paleografisch niet klopt. Als de bedoelde koning inderdaad Lodewijk de Duitser zou zijn geeft dit een terminus post quem van 843. De groep van handschriften waartoe het psalter behoort, wordt door vergelijking van de stijl van de versieringen met die in andere Karolingische handschriften, gedateerd op 830-850.

## Weblinks
- Psalter van Lodewijk de Duitser online raadplegen op Bibliotheca Laurenshamensis - digital

Albanus Psalter · Anglo-Catalaans psalter · Arundel psalter · Psalter van Blanche van Castilië · Cathach van Sint-Columba · Dagulf-psalter · Eadwine psalter · Fécamp psalter · Harley psalter · Hunter psalter · Ingeborgpsalter · Kopenhagen psalter · Leidse Psalter van Lodewijk de Heilige · Psalter van Jean de Berry · Psalter van Lodewijk de Duitser · Luttrell psalter · Macclesfield Psalter · Parijse Psalter van Lodewijk de Heilige · Melisende Psalter · Queen Mary Psalter · Tiberius Psalter · Utrechts Psalter · Wachtendonckse Psalmen